# カール・ヒルペルト
カール・ヒルペルト（Carl Hilpert, 1888年9月12日 - 1948年12月24日）は、ドイツの陸軍軍人。最終階級は陸軍上級大将。

## 経歴
バイエルン王国のニュルンベルクに生まれる。1907年7月にバイエルン王国陸軍に入営し、歩兵第14連隊に配属される。1909年5月に少尉に任官。第一次世界大戦では西部戦線に従軍し、終戦までに大尉に昇進。戦後ヴァイマル共和国軍に採用され第21歩兵連隊で中隊長および連隊副官を務める。1922年から1925年まで国防省勤務となり、その後はシュトゥットガルトの第V軍管区参謀となる。1929年6月に少佐に昇進し、ミュンヘンの第VII軍管区参謀および歩兵司令官に転じる。1933年10月、中佐に昇進し、1935年に第35歩兵連隊長に補される。1937年に第IX軍団参謀長に就任。1939年4月に少将に昇進。
第二次世界大戦冒頭のポーランド侵攻にはA軍集団参謀長として参加。A軍集団の解散後、1939年10月に南クラカウ国境防衛部隊参謀を経て、翌年2月に西部戦線の第1軍参謀長に転じる。1940年10月に中将に昇進し、同月エルヴィン・フォン・ヴィッツレーベン元帥のD軍集団司令官就任に伴い、その参謀長となる。1942年、東部戦線の第LIV軍団司令官に転じる。同年8月に第XXII軍団長に転じ、9月に歩兵大将に昇進した。
1943年1月、増援を得て強化されたヒルペルトの軍団は、レニングラード前面での困難な防衛戦を戦い、ついで第XXXXIV軍団を指揮してヴォルホフ川やシュリッセリブルクで優勢な赤軍の攻勢をしのいだ。この戦功により同年8月に騎士鉄十字章を受章した。1944年1月に第I軍団司令官に転じ、ポラツクでの包囲殲滅を免れた。この功により8月に柏葉付騎士鉄十字章を受章。9月に第16軍司令官に任命された。
1945年4月、クールラント軍集団司令官に就任。ドイツ降伏直前の5月1日に上級大将に昇進。ソ連軍の空襲にもかかわらず秘密裏にドイツ軍将兵2万7千人をクールラント・ポケットから脱出させることに成功した。5月8日にソ連軍に降伏して捕虜となり、1948年12月に収容先のモスクワで死去した。